# Port lotniczy Rotterdam/Haga
Port lotniczy Rotterdam/Haga (Rotterdam The Hague Airport) – port lotniczy położony ok. 4 km od centrum Rotterdamu oraz ok. 17 km od centrum Hagi w Holandii. W 2005 obsłużył około 1 mln pasażerów.

## Linie lotnicze i połączenia
| Linia lotnicza      | Kierunek |
| ------------------- | --- |
| Blue Islands        | Sezonowe czartery: 1. Guernsey 2. Jersey |
| British Airways     | 1. Londyn-City |
| Corendon Airlines   | Sezonowo: 1. Antalya |
| Pegasus Airlines    | Sezonowo: 1. Antalya 2. Kayseri 3. Stambuł-Sabiha Gökçen |
| SunExpress          | Sezonowo: 1. Antalya 2. Izmir (od 16 grudnia 2023) |
| Transavia.com       | 1. Al-Husajma 2. Alicante 3. Barcelona 4. Edynburg 5. Faro 6. Fez 7. Gran Canaria 8. Lizbona 9. Malaga 10. Nador 11. Teneryfa-Południe 12. Walencja Sezonowo: 1. Almería 2. Bastia 3. Mediolan-Bergamo 4. Bergerac 5. Brindisi 6. Chambéry 7. Korfu 8. Dubrownik 9. Genewa 10. Girona 11. Grenoble 12. Heraklion 13. Ibiza 14. Innsbruck 15. Klagenfurt 16. Kos 17. Lanzarote 18. Montpellier 19. Palermo 20. Palma de Mallorca 21. Perugia 22. Pula 23. Rzym-Fiumicino 24. Salzburg 25. Split 26. Tanger 27. Tulon 28. Zadar |
| TUI fly Netherlands | 1. Fuerteventura 2. Gran Canaria 3. Lanzarote 4. Marrakesz 5. Teneryfa-Południe Sezonowo: 1. Antalya 2. Heraklion 3. Kittilä 4. Kos 5. Kuusamo 6. Rodos 7. Szarm el-Szejk 8. Zakintos |